# Citoyens en colère
Les Citoyens en colère (en allemand : Bürger in Wut, abrégé en BIW) est un parti politique allemand de droite populiste, anti-immigration et eurosceptique. Il est dirigé par Jan Timke.

## Histoire
Il a été fondé en mars 2004, pour succéder à la section brêmoise du Parti de l'offensive de l'État de droit (PRO). Le parti met l'accent sur la lutte contre la criminalité et la politique d'immigration.
Le parti fut momentanément membre de l'Alliance européenne pour la liberté, un parti politique européen eurosceptique.
Longtemps resté marginal, le parti effectue une percée aux élections régionales de 2023 à Brême, obtenant à cette occasion 10 députés régionaux.

## Résultats aux élections au Bürgerschaft de Brême
| Année | Land  | Land    | Land |
| Année | Voix  | Mandats | Rang |
| ----- | ----- | ------- | ---- |
| 2007  | 0,9 % | 1 / 83  | 8e   |
| 2011  | 3,7 % | 1 / 83  | 5e   |
| 2015  | 3,2 % | 1 / 83  | 7e   |
| 2019  | 2,4 % | 1 / 84  | 7e   |
| 2023  | 9,4 % | 10 / 87 | 5e   |